# Beagle harrier
Beagle harrier[Nota] é uma raça de cães farejadores originária da França. Seu nome provém das duas raças - beagle e harrier - usadas para gerá-la. Não muito diferente de seus parentes, o beagle harrier é maior e mais pesado que o beagle em cerca de 10 cm e 10 kg, respectivamente. Caçador em matilha, diz-se ser ele especializado em animais de porte grande, como javalis e cervos, enquanto o beagle caça raposas e lebres. Apesar de ser considerado um canino cheio de energia, afetuoso e brincalhão, não é tão popular quanto seu ancestral, e é criado quase que exclusivamente para caçar.